# Сиром'ятников Віталій Валентинович
Віта́лій Валенти́нович Сиром'я́тников (рос. Виталий Валентинович Сыромятников нар. 26 вересня 1940, Бердянськ СРСР — пом. 14 квітня 2002, Одеса, Україна) — радянський та український футболіст, захисник, український тренер.

## Життєпис
Почав грати досить пізно — у 19 років, опинившись у бердянському «Торпедо», у складі якого відіграв рік, після чого його призвали в армію. Подальшу кар'єру продовжив у спортроті Чорноморського флоту, в команді класу «Б» СКЧФ.
У 1966 році за рекомендацією Сергія Шапошникова потрапив до одеського «Чорномореця», в якому провів усю свою ігрову кар'єру. Дебют Сиром'ятникова припав на матч з московським «Локомотивом», відбувся 10 квітня 1966 року.
У 1968 році за підсумками сезону Сиромятников був включений до числа 33-х найкращих футболістів України під № 2 на позицію лівого захисника.
Важка травма змусила Сиромятникова закінчити кар'єру в 1973 році, отож сходження до вищої ліги він здійснював уже як тренер груп підготовки одеського клубу. У той же самий час Сиромятникова призначили директором таїровське клубної бази «моряків», і на цій посаді він пропрацював 21 рік.
У 1994 році Сиромятников став одним з організаторів одеського аматорського футбольного клубу «Рибак». Під його керівництвом команда ставала призером чемпіонату і володарем Кубка області.
З 1996 року працював на центральному стадіоні ЧМП і входив у штат футбольного клубу «Чорноморець».
Помер 14 квітня 2001 року — в один день з іншим екс-чорноморців Ігорем Іваненко.
У 1999 році Віталій Сиромятніков увійшов до символічної збірної «Чорноморця» всіх часів.